# 埃克斯摩爾野獸
埃克斯摩爾野獸（英文：Beast of Exmoor）是出沒于英國森麻實郡與德文郡埃克斯摩爾地區的幻影貓。埃克斯摩爾野獸首次報道于20世紀70年代，并于1983年大肆活躍，獵殺了約100隻綿羊。在這場襲擊后不久，爲阻止襲擊進一步擴大，英國農業、漁業與食品部（Ministry of Agriculture, Fisheries and Food，簡寫：MAFF）下令英國皇家海軍陸戰隊派出狙擊手獵殺這隻神秘野獸。雖然在搜捕中一些海軍陸戰隊隊員有目擊埃克斯摩爾野獸的蹤影，但爲防止子彈誤傷居民與牲畜，因此并未有開槍射擊。有觀點認爲埃克斯摩爾野獸是一隻美洲獅或其它大型貓科動物，反對者則認爲埃克斯摩爾野獸衹是被目擊者誤判的家貓或狗。